# Rhizoplane
Rhizoplane bezeichnet eine Lebensgemeinschaft von äußerst stoffwechsel- und vermehrungsaktiven Bakterien, darunter auch Actinomycetales. Diese Lebensgemeinschaft steht in sehr engem Kontakt zu den Feinwurzeln und befindet sich wenige μm nahe der Wurzeloberfläche. Die von den Wurzeln ausgeschiedenen löslichen Kohlenhydrate, Oligosaccharide, organischen Säuren, Enzyme, Vitamine und Wuchsstoffe unterstützen die Bildung einer spezifischen Mikroflora. Die Schleimhülle der Wurzelspitzen besteht aus verflüssigbaren Kohlenhydraten und fungiert für die Mikroflora nahe der Wurzel als Substrat. Die Pflanze profitiert durch den wechselseitigen Stoffaustausch mit der Rhizoplane. Sie erhält zusätzliche Nährstoffe, die von den Bakterien abgegeben werden. Als Überträger fungieren Mykorrhizapilze. Die assoziierte Mikroflora sondert auch antibiotische Substanzen ab, wodurch die Wurzeln der Pflanze vor spezifischen Schädlingen geschützt werden. An die Rhizoplane schließt sich nahtlos die Rhizosphäre an. Rhizoplane und Rhizosphäre bilden gemeinsam die Boden-Wurzel-Grenzschicht (soil root interface).